# MTVムービー・アワード 作品賞
MTVムービー・アワード 作品賞（MTV Movie Award for Best Movie）は、MTVムービー・アワードの部門の一つ。以下は、受賞と候補の全リストである。2013年度は「Movie of the Year」であった。

## 受賞とノミネート一覧

### 1990年代
| 年   | 受賞作品                   | 候補作品 |
| ---- | -------------------------- | --- |
| 1992 | 『ターミネーター2』        | 『バックドラフト』 『ボーイズ'ン・ザ・フッド』 『JFK』 『ロビン・フッド』                                     |
| 1993 | 『ア・フュー・グッドメン』 | 『アラジン』 『氷の微笑』 『ボディガード』 『マルコムX』                                                      |
| 1994 | 『ポケットいっぱいの涙』   | 『逃亡者』 『ジュラシック・パーク』 『フィラデルフィア』 『シンドラーのリスト』                               |
| 1995 | 『パルプ・フィクション』   | 『クロウ/飛翔伝説』 『フォレスト・ガンプ/一期一会』 『インタビュー・ウィズ・ヴァンパイア』 『スピード』       |
| 1996 | 『セブン』                 | 『アポロ13』 『ブレイブハート』 『クルーレス』 『デンジャラス・マインド/卒業の日まで』                        |
| 1997 | 『スクリーム』             | 『インデペンデンス・デイ』 『ザ・エージェント』 『ザ・ロック』 『ロミオ+ジュリエット』                        |
| 1998 | 『タイタニック』           | 『オースティン・パワーズ』 『フェイス/オフ』 『グッド・ウィル・ハンティング/旅立ち』 『メン・イン・ブラック』 |
| 1999 | 『メリーに首ったけ』       | 『アルマゲドン』 『プライベート・ライアン』 『恋におちたシェイクスピア』 『トゥルーマン・ショー』             |

### 2000年代
| 年   | 受賞作品                                                | 候補作品 |
| ---- | ------------------------------------------------------- | --- |
| 2000 | 『マトリックス』                                        | 『アメリカン・ビューティー』 『アメリカン・パイ』 『オースティン・パワーズ:デラックス』 『シックス・センス』                                                                   |
| 2001 | 『グラディエーター』                                    | 『グリーン・デスティニー』 『エリン・ブロコビッチ』 『ハンニバル』 『X-メン』                                                                                                  |
| 2002 | 『ロード・オブ・ザ・リング』                            | 『ブラックホーク・ダウン』 『ワイルド・スピード』 『キューティ・ブロンド』 『シュレック』                                                                                      |
| 2003 | 『ロード・オブ・ザ・リング/二つの塔』                   | 『バーバーショップ』 『8 Mile』 『ザ・リング』 『スパイダーマン』 |
| 2004 | 『ロード・オブ・ザ・リング/王の帰還』                   | 『ファインディング・ニモ』 『50回目のファースト・キス』 『パイレーツ・オブ・カリビアン/呪われた海賊たち』 『X-MEN2』                                                           |
| 2005 | 『ナポレオン・ダイナマイト』                            | 『キル・ビル Vol.2』 『Mr.インクレディブル』 『Ray/レイ』 『スパイダーマン2』                                                                                                  |
| 2006 | 『ウェディング・クラッシャーズ』                        | 『40歳の童貞男』 『バットマン ビギンズ』 『キング・コング』 『シン・シティ』                                                                                                   |
| 2007 | 『パイレーツ・オブ・カリビアン/デッドマンズ・チェスト』 | 『300 〈スリーハンドレッド〉』 『俺たちフィギュアスケーター』 『ボラット 栄光ナル国家カザフスタンのためのアメリカ文化学習』 『リトル・ミス・サンシャイン』                     |
| 2008 | 『トランスフォーマー』                                  | 『アイ・アム・レジェンド』 『JUNO/ジュノ』 『ナショナル・トレジャー リンカーン暗殺者の日記』 『パイレーツ・オブ・カリビアン/ワールド・エンド』 『スーパーバッド 童貞ウォーズ』 |
| 2009 | 『トワイライト〜初恋〜』                                | 『ダークナイト』 『ハイスクール・ミュージカル/ザ・ムービー』 『アイアンマン』 『スラムドッグ$ミリオネア』                                                                      |

### 2010年代
| 年   | 受賞作品                                            | 候補作品 |
| ---- | --------------------------------------------------- | --- |
| 2010 | 『ニュームーン/トワイライト・サーガ』               | 『アリス・イン・ワンダーランド』 『アバター』 『ハングオーバー! 消えた花ムコと史上最悪の二日酔い』 『ハリー・ポッターと謎のプリンス』         |
| 2011 | 『エクリプス/トワイライト・サーガ』                 | 『ブラック・スワン』 『ハリー・ポッターと死の秘宝 PART1』 『インセプション』 『ソーシャル・ネットワーク』                                     |
| 2012 | 『トワイライト・サーガ/ブレイキング・ドーン Part1』 | 『ブライズメイズ 史上最悪のウェディングプラン』 『ハンガー・ゲーム』 『ハリー・ポッターと死の秘宝 PART2』 『ヘルプ 〜心がつなぐストーリー〜』 |
| 2013 | 『アベンジャーズ』                                  | 『ダークナイト ライジング』 『ジャンゴ 繋がれざる者』 『世界にひとつのプレイブック』 『テッド』                                               |
| 2014 | 『ハンガー・ゲーム2』                               | |
| 2015 | 『きっと、星のせいじゃない。』                      | |
| 2016 | 『スター・ウォーズ/フォースの覚醒』                 | |
| 2017 | 『美女と野獣』                                      | |
| 2018 | 『ブラックパンサー』                                | |
| 2019 | 『アベンジャーズ/エンドゲーム』                     | |